# Stelis maduroi
Stelis maduroi är en orkidéart som beskrevs av Carlyle August Luer och Sijm. Stelis maduroi ingår i släktet Stelis och familjen orkidéer. Inga underarter finns listade i Catalogue of Life.